# آدم ماوريتسيو
آدم ماوريتسيو هو مؤرخ زراعي ‏ وعالم نبات سويسري، ولد في 26 سبتمبر 1862 في كراكوف في بولندا، وتوفي في 4 مارس 1941 في Liebefeld ‏ في سويسرا.